# Can Dalmau (la Cellera de Ter)
Can Dalmau és una casa de la Cellera de Ter (Selva) inclosa a l'Inventari del Patrimoni Arquitectònic de Catalunya.

## Descripció
Es tracta d'un casal de grans dimensions de tres plantes, cobert amb una teulada a dues aigües de vessants a laterals. Està ubicat en la Plaça de la Vila, però al mateix temps fa cantonada a la dreta amb el carrer d'Amer.
La planta baixa consta de dues obertures: en primer lloc, tenim el gran portal d'accés adovellat d'arc de mig punt, amb unes dovelles de grans dimensions molt ben escairades. En la clau central de la volta es pot llegir: "IHS / MRA / 1601"
En segon lloc, trobem una finestra quadrangular, amb llinda monolítica conformant un arc pla, muntants de pedra ben escairats i ampit lleugerament treballat. En els muntants trobem dos grans motius zoomòrfics, bastant deteriorats, que tot fa pensar que es tracta de dos lleons.
El primer pis o planta noble destaca per les dues obertures resoltes sobre la base del mateix plantejament formal, és a dir: dues finestres d'arc conopial amb decoració lobulada, guardapols, muntants de pedra i ampit treballat. Entremig d'ambdues finestres trobem un rellotge de sol de grans proporcions. Ara bé difereixen en certs aspectes: la finestra de la dreta, alberga en les impostes petits motius circulars - aproximadament medallons o rossetons- i en els muntants de pedra dos motius zoomòrfics - un a cada costat- que per la seva silueta i trets iconogràfics es tractaria de dos lleons. Per la seva banda, la finestra de l'esquerra a mig camí de les impostes i dels muntants de pedra trobem dos mascarons o efígies que al·ludeixen a dos caps antropomòrfics, emmarcats per una espècie de bànol. A mode d'apunt cal remarcar que a sota l'ampit trobem la solució que consisteix en disposar dues pedres com a mesura de reforç i recolzament en la sustentació de la pesant finestra.
La segona planta contempla dues obertures de similar tipologia i mida: rectangulars, amb llinda, muntants de pedra i ampit treballat. Ara bé, la de l'esquerra en el llinda es llegeix la data de 1685.
En el coronament de l'edifici trobem una teulada de teula àrab sobre taulers de fusta. La façana que dona al carrer d'Amer contempla un ràfec d'una filera de rajols en punta de diamant.
A mitjans del segle xix, el casal original va experimentar una sèrie d'intervencions que es van traduir en l'ampliació del casal amb la construcció d'una torre adossada de tres plantes i golfes, coberta amb una teulada a dues aigües de vessants a façana, amb un prominent ràfec que combina cinc fileres de rajola. Les tres plantes han estat resoltes partint d'una mateixa formulació que consisteix en disposar una finestra per pis, amb llinda monolítica conformant un arc pla i muntats de pedra. Tanmateix les tres són similars però amb trets característics propis: Així la de la planta baixa és quadrangular amb una llinda la qual té els cantons superiors retallats que provoca que es confeccioni un arc carpanell rebaixat. A més al centre es pot llegir la data de 1832. Les dues finestres superiors són rectangulars i són projectades com a balconades, cadascuna amb la seva respectiva barana de ferro forjat i basament motllurat.
Finalment remarcar l'esgrafiat que imbueix tot l'espai físic de la façana que dona a la Plaça de la Vila, Es tracta d'un esgrafiat molt estètic que conforma un ampli entramat romboïdal.

## Història
Durant el transcurs de la Guerra Civil, Cal Dalmau va ser la seu del POUM, de la CNT, de les Joventuts Llibertàries i de la Unió Republicana d'Esquerra. Més tard va ser habilitada també com a escola del CENU (Consell de l'Escola Nova Unificada, creat durant la revolució), amb 68 alumnes i una professora.